# 5-й армейский корпус (Великая армия)
5-й армейский корпус Великой армии (фр. 5e corps d'armée) — образован 29 августа 1805 года из частей, входивших в состав Армии Берегов Океана, и являвшихся её авангардом. Принимал активное участие в кампаниях Наполеона в Баварии, Австрии, Пруссии и Польше. 11 октября 1808 года корпус переведён в состав Армии Испании для ведения боевых действий на Пиренейском полуострове.

## Боевой путь корпуса
Корпус сформирован 29 августа 1805 года из сводной гренадерско-вольтижёрской дивизии генерала Николя Удино, дислоцированной в Аррасе и резервной пехотной дивизии генерала Оноре Газана, дислоцированной в Лилле. Командиром корпуса был назначен маршал Жан Ланн, до этого возглавлявший авангард Армии Берегов Океана. 10 октября к корпусу присоединилась пехотная дивизия генерала Луи-Габриэля Сюше, до этого входившая в состав 4-го корпуса маршала Сульта. Корпус принимал самое активное участие в окружении и уничтожении австрийской армии генерала Карла Мака близ Ульма с 7 по 20 октября. Затем шёл в авангарде Великой Армии, преследуя русские войска Кутузова. 7 ноября дивизия Газана передана во временный корпус маршала Мортье. 16 ноября участвовал в деле при Холлабрунне, где очередное своё ранение получил генерал Удино. Накануне Аустерлицкого сражения дивизия Удино была переведена в резерв Великой Армии, а Ланн получил в своё распоряжение 1-ю пехотную дивизию из 3-го корпуса Даву, под командованием адъютанта Наполеона - генерала Огюста Каффарелли. В «Битве трёх императоров» корпус Ланна располагался на левом фланге французов, рядом с основной частью резервной кавалерии принца Мюрата, и действовал против сил Багратиона.
В кампании 1806 года против Пруссии корпус сыграл ключевую роль в разгроме сил принца Людвига Фердинанда при Заальфельде 10 октября и сил Гогенлоэ при Йене 14 октября. 26 декабря при Пултуске в одиночку выдержал бой против основных сил Беннигсена. В кампании 1807 года активного участия не принимал, отметившись лишь победой над войсками Эссена при Остроленке.
11 октября 1808 года корпус был переведён в Испанскую армию.
Корпус повторно образован 3 марта 1812 года как Польский корпус, состоящий из войск великого герцогства Варшавского. С 1 апреля 1812 года – 5-й армейский корпус Великой армии.
16(28) июня корпус вступил на российскую территорию около Гродно. Действовал в составе правого крыла Великой армии против 2-й армии Багратиона. Из-за плохого снабжения потерял около трети личного состава и до 29 июля (10 августа) оставался под Могилевом, пополняя потери. На 28 июля (9 августа) корпус имел налицо 23400 чел. 11(23) августа 17-й пех. дивизии поручено прикрывать Могилев и Минск и блокировать Бобруйскую крепость, а корпус продолжил наступление на Смоленск в составе правого крыла Великой армии.
5(17) августа в ходе Смоленского сражения полки 18-й и 16-й пехотных дивизий атаковали Малаховское предместье, Малаховские ворота, Никольское предместье, Никольские ворота и предместье Раченка (в этом бою пали ген. М. Грабовский, 17 офицеров и 500 солдат, 49 офицеров и 765 унтер-офицеров и рядовых были ранены).
В дальнейшем корпус прикрывал справа главные силы Великой армии. На 21 августа (2 сентября) под Гжатском в составе корпуса (без 17-й дивизии) – 10068 чел. при 60 орудиях. 24 августа (5 сентября) в Шевардинском бою корпус потеснил левое крыло рос. войск, потеряв 616 чел. (в т. ч. 25 офицеров).
В начале Бородинского сражения Понятовский получил приказ обойти левый фланг русской позиции по Старой Смоленской дороге и выйти к ней в тыл, но в районе Утицы встретил сопротивление 3-го пехотного корпуса генерала Н. И.Тучкова. Корпус оттеснил Тучкова, но не смог воспользоваться успехом. В этом бою поляки потеряли убитыми и ранеными 80 офицеров и около 2000 унтер-офицеров и рядовых.
После занятия Москвы корпус действовал в авангарде, 17(29) сентября был в бою при Чирикове, где потерял 522 чел. На 19 сентября (1 октября) насчитывал 6838 чел. (в т. ч. 366 офицеров). В Тарутинском сражении части корпуса стойко отражали атаки российских войск, потеряв 1300 чел. убитыми, ранеными и пленными (в ходе боя погиб генерал Фишер, его сменил на посту начальника штаба корпуса полковник Ю. Раутенштраух).
13(25) октября авангард корпуса вел бой с казаками под Медынью. 17(29) октября во время рекогносцировки у Гжатска Понятовский был тяжело контужен в результате падения с лошади, с 20 октября (1 ноября) корпусом фактически командовал генерал Ю. Зайончек, который успешно действовал в боях при Вязьме. В Смоленске по приказу Наполеона 5-й корпус передал половину своей артиллерии 4-му корпусу Э. Богарне. 6(18) ноября в Орше корпус имел в строю 1200 чел. при 30 орудиях.
17-я пех. дивизия в бою 9(21) ноября не смогла удержать Борисов, в результате чего Великая армия попала в тяжелое положение. В боях на Березине 14-16(26-28) ноября части корпуса составляли около трети боеспособных сил Великой армии. Саперы из 17-й дивизии отличились при сооружении мостов при Студенке. К 16(28) ноября корпус вместе с 17-й пехотной дивизией и присоединившимися к нему другими польскими отрядами насчитывал около 5150 чел. (в том числе 400 кавалеристов). Вместе с ним действовал Легион Вислы (1800 чел.). В бою под Стаховом 16(28) ноября были тяжело ранены генерал Зайончек и сменивший его ген. Я. Х. Домбровский, командиром корпуса стал генерал К. О. Князевич, а когда и он получил ранение, командование принял генерал И. Красинский. При отходе от Березины шедшие в арьергарде остатки корпуса 18(30) ноября сражались с отрядами ген. Е. И. Чаплица при Зембине, а 19 ноября (1 декабря) при Плещенице. По рапорту маршала Нея на 20 ноября (2 декабря) в рядах корпуса осталось 1123 чел.
20 ноября (2 декабря) в рядах 16-й дивизии состояло под ружьем 190 чел., в 17-й дивизии – 800 чел., в 18-й дивизии – 133 чел. К началу января 1813 собравшиеся в Варшаве остатки корпуса насчитывали 800 чел. пехоты и 900 чел. кавалерии. При этом удалось спасти почти всю артиллерию и, как утверждают польские историки, всех полковых орлов. Уцелевшие участники составили ядро войск, собранных Понятовским в начале 1813 в герцогстве Варшавском. Весной того же года они были реорганизованы в 8-й армейский корпус Великой армии, включавший две пехотные дивизии и две кавалерийские бригады.

## Состав корпуса
На 25 сентября 1805 года:
- 1-я пехотная (сводная) дивизия (дивизионный генерал Николя Удино)
- 2-я пехотная дивизия (дивизионный генерал Оноре Газан)
- бригада лёгкой кавалерии (бригадный генерал Шарль Трейяр)
- бригада лёгкой кавалерии (бригадный генерал Жан-Луи Фоконне)

На 10 октября 1805 года:
- 1-я пехотная (сводная) дивизия (дивизионный генерал Николя Удино)
- 2-я пехотная дивизия (дивизионный генерал Оноре Газан)
- 3-я пехотная дивизия (дивизионный генерал Луи-Габриэль Сюше)
- бригада лёгкой кавалерии (бригадный генерал Шарль Трейяр)
- бригада лёгкой кавалерии (бригадный генерал Жан-Луи Фоконне)

На 2 декабря 1805 года:
- 1-я пехотная дивизия (дивизионный генерал Огюст Каффарелли)
- 3-я пехотная дивизия (дивизионный генерал Луи-Габриэль Сюше)

На 14 октября 1806 года:
- 1-я пехотная дивизия (дивизионный генерал Луи-Габриэль Сюше)
- 2-я пехотная дивизия (дивизионный генерал Оноре Газан)
- бригада лёгкой кавалерии (бригадный генерал Шарль Трейяр)

На 26 декабря 1806 года:
- 1-я пехотная дивизия (дивизионный генерал Луи-Габриэль Сюше)
- 2-я пехотная дивизия (дивизионный генерал Оноре Газан)
- 3-я пехотная дивизия (дивизионный генерал Этьен Гюден)
- бригада лёгкой кавалерии (бригадный генерал Шарль Трейяр)

На 16 февраля 1807 года:
- 1-я пехотная дивизия (дивизионный генерал Луи-Габриэль Сюше)
- 2-я пехотная дивизия (дивизионный генерал Оноре Газан)
- сводная пехотная дивизия (дивизионный генерал Николя Удино)
- 5-я драгунская дивизия (дивизионный генерал Николя Бекер)
- бригада лёгкой кавалерии (бригадный генерал Сезар-Александр Дебель)

На 1 мая 1807 года:
- 1-я пехотная дивизия (дивизионный генерал Луи-Габриэль Сюше)
- 2-я пехотная дивизия (дивизионный генерал Оноре Газан)
- баварская дивизия (кронпринц Баварский)
- 5-я драгунская дивизия (дивизионный генерал Жан Лорж)
- бригада лёгкой кавалерии (бригадный генерал Луи-Пьер Монбрен)

На 25 июня 1812 года:
- 16-я пехотная дивизия (дивизионный генерал Юзеф Зайончек)
- 17-я пехотная дивизия (дивизионный генерал Ян Хенрик Домбровский)
- 18-я пехотная дивизия (дивизионный генерал Людвиг Каменецкий)
- 18-я бригада лёгкой кавалерии (бригадный генерал Михал Игнатий Каминский)
- 19-я бригада лёгкой кавалерии (бригадный генерал Тадеуш Тышкевич)
- 20-я бригада лёгкой кавалерии (бригадный генерал Антоний Павел Сулковский)

На 16 октября 1813 года:
- 10-я пехотная дивизия (дивизионный генерал Жозеф Альбер)
- 16-я пехотная дивизия (дивизионный генерал Николя Мезон)
- 19-я пехотная дивизия (дивизионный генерал Донасьен-Жозеф де Рошамбо)
- 6-я бригада лёгкой кавалерии (бригадный генерал Поль Дермонкур)

## Командование корпуса

### Командующие корпусом
- маршал Жан Ланн (29 августа 1805 – 4 декабря 1805)
- дивизионный генерал Луи-Габриэль Сюше (4 декабря 1805 – 9 декабря 1805)
- маршал Эдуар Мортье (9 декабря 1805 – 4 сентября 1806)
- маршал Франсуа-Жозеф Лефевр (4 сентября 1806  – 5 октября 1806)
- маршал Жан Ланн (5 октября 1806 – 31 января 1807)
- дивизионный генерал Рене Савари (31 января 1807 – 6 марта 1807)
- маршал Андре Массена (6 марта 1807 – 12 июля 1807)
- маршал Эдуар Мортье (12 июля 1807 – 11 октября 1808)
- дивизионный генерал Юзеф Понятовский (3 мая 1812 – 12 ноября 1812)
- дивизионный генерал Юзеф Зайончек (12 ноября 1812 – 28 ноября 1812)
- дивизионный генерал Ян Хенрик Домбровский (28 ноября 1812)
- дивизионный генерал Кароль Отто Княжевич (28 ноября 1812)
- дивизионный генерал Жак Лористон (31 марта 1813 – 19 октября 1813)
- дивизионный генерал Жозеф Альбер (20 октября 1813 – 18 ноября 1813)
- дивизионный генерал Орас Себастьяни (18 ноября 1813 – 14 февраля 1814)

### Начальники штаба корпуса
- бригадный генерал Жан-Доминик Компан (30 августа 1805 – 13 декабря 1805)
- бригадный генерал Николя Годино (31 декабря 1805 – 1 октября 1806)
- дивизионный генерал Виктор (7 октября 1806 – 5 января 1807)
- дивизионный генерал Оноре Рей (7 января 1807 – 11 мая 1807)
- дивизионный генерал Николя Бекер (11 мая 1807 – 11 октября 1808)
- дивизионный генерал Станислав Фишер (1 апреля 1812 – 18 октября 1812)
- бригадный генерал Жан-Пьер Байо (31 марта 1813 – 25 декабря 1813)

### Командующие артиллерией корпуса
- бригадный генерал Луи Фуше (29 августа 1805 – 11 октября 1808)
- бригадный генерал Жан-Батист Пельтье (1 апреля 1812 – 3 ноября 1812)

### Командующие инженерами корпуса
- полковник (с 25 декабря 1805 – бригадный генерал) Франсуа Кирженер (29 августа 1805 – 5 октября 1806)
- полковник Гийом Дод (5 октября 1806 – 11 октября 1808)
- полковник Жан-Батист Малле де Гранвиль (1812)